# Khaled Chehab

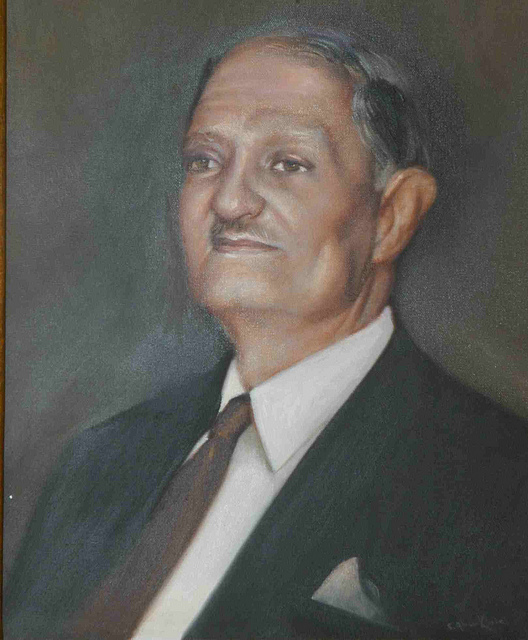
Một bức tranh vẽ Emir Khaled Chehab

Khaled Chehab (1886-1978) (tiếng Ả Rập خالد شهاب) là một chính trị gia người Liban và từng là thủ tướng của Liban hai lần. Lần đầu tiên là từ ngày 21 tháng 3 đến ngày 1 tháng 11 năm 1938 dưới thời ủy trị Pháp. Ông cũng là thủ tướng đầu tiên dưới thời tổng thống Camille Chamoun từ 1 tháng 10 năm 1952 đến 30 tháng 4 năm 1953.
Ông còn là nghị sĩ Liban trong sáu nhiệm kỳ (từ năm 1932 đến 1939) đại diện cho miền Nam trong thời kỳ ủy trị. Năm 1960, ông được bầu làm nghị sĩ đại diện khu Marjayoun-Hasbaya trong nhiệm kỳ bốn năm dưới thời tổng thống Fuad Chehab.
Khaled Chehab từng đảm nhận nhiều vị trí bộ trưởng, bao gồm chức bộ trưởng Tài chính (1927-1928), Tư pháp (1938), Bưu điện và Điện báo, Giáo dục, Thương mại và Công nghiệp, Nông nghiệp (1943), Tư pháp, Ngoại giao và Di dân, Nội vụ, Quốc phòng (1952-1953).